# Oecobius navus
Oecobius navus är en spindelart som beskrevs av John Blackwall 1859. Oecobius navus ingår i släktet Oecobius och familjen Oecobiidae. Arten förekommer tillfälligt i Sverige, men reproducerar sig inte. Utöver nominatformen finns också underarten O. n. hachijoensis.